# Argyrotheca rubrotincta
Argyrotheca rubrotincta är en armfotingsart som först beskrevs av Dall 1871.  Argyrotheca rubrotincta ingår i släktet Argyrotheca och familjen Megathyrididae. Inga underarter finns listade i Catalogue of Life.